# Baćkowice (gmina)
La gmina de Baćkowice est une commune rurale de la voïvodie de Sainte-Croix et du powiat d'Opatów. Elle s'étend sur 96,25 km2 et comptait 5 177 habitants en 2006. Son siège est le village de Baćkowice qui se situe à environ 14 kilomètres à l'ouest d’Opatów et à 45 kilomètres à l'est de Kielce.

## Villages
La gmina de Baćkowice comprend les villages et localités de Baćkowice, Baranówek, Gołoszyce, Janczyce, Modliborzyce, Nowy Nieskurzów, Olszownica, Oziębłów, Piórków, Piórków-Kolonia, Piskrzyn, Rudniki, Stary Nieskurzów, Wszachów et Żerniki.

## Gminy voisines
La gmina de Baćkowice est voisine des gminy d'Iwaniska, Łagów, Opatów, Sadowie et Waśniów.